# Mirex

El mirex (nombre químico: dodecacloropentaciclo[5.2.1.02,6.03,9.05,8]decano) es un plaguicida organoclorado que llegó a tener un uso generalizado como insecticida entre 1955 y mediados de los años 1970, cuando fue progresivamente prohibido por sus efectos dañinos a la salud humana y el medio ambiente y por su persistencia prolongada en el ambiente. Está incluido, en todas sus formulaciones y usos, entre las sustancias prohibidas por el Convenio de Róterdam.

## Resumen de la medida de prohibición
Prohibida la producción, uso y comercialización de todos los productos de protección de plantas que contengan Mirex. El Mirex está designado como producto químico CFP. Está permitida la importación y uso del producto químico para la investigación o propósitos de laboratorio en cantidades menores de 10 kg.

## Peligros y  riesgos conocidos respecto a la salud humana
El Mirex es tóxico por vía oral, por contacto con la piel (especialmente las formulaciones líquidas) y por inhalación del polvo de las concentraciones en polvo. Actúa como estimulante del sistema nervioso central.
A continuación de una ingestión accidental o sobre exposición, los síntomas que pueden aparecer son dolor de cabeza, mareo, náusea, vómito, debilidad en las piernas y convulsiones. 
Los organoclorados pueden causar depresión respiratoria. También sensibiliza el corazón a la catecolamina endógenas ocasionando fibrilación ventricular y paro cardiaco en casos graves.
La depresión respiratoria puede llevar a acidosis metabólica y, si necesario, deberían controlarse los gases en la sangre. Se recomienda el uso de un monitor de ECG si los síntomas son graves.

## Peligros y riesgos conocidos respecto al medio ambiente
El Mirex es uno de los insecticidas organoclorados más estables. Aunque si los niveles del medio ambiente en general sean bajos, está muy difundido en el medio ambiente biótico y abiótico. El Mirex es acumulado y biomagnificado. Se absorbe fuertemente en los sedimentos y tiene baja solubilidad en el agua.
El inicio retardado de sus efectos tóxicos y de la mortalidad es típico del envenenamiento con Mirex.
La toxicidad a largo plazo del Mirex es uniformemente alta. Es tóxico para una gama de organismos acuáticos, siendo particularmente sensitivos los crustáceos.
Aunque no hay datos de campo disponibles, los efectos adversos de la exposición a largo plazo a bajos niveles del Mirex, combinado con su persistencia, sugieren que su uso representa un riesgo para el medio ambiente a largo plazo.